# Seznam oper hraných v Národním divadle moravskoslezském
Tento seznam shrnuje údaje o operních inscenacích hraných v Národním divadle moravskoslezském (pod jeho různými dobovými názvy) v Ostravě od otevření (sezóna 1919/20) do konce roku 2022.
Operu v Ostravě hrály od roku 1886 také kočovné německé společnosti, případně hostující soubory jiných německých divadel (např. opavského, olomouckého nebo bílského) a v letech 1907–1919 a 1940–1944 samotné německé městské divadlo. V češtině s operami a operetami hostovaly v Moravské Ostravě před vznikem Československa společnosti Elišky Zöllnerové (poprvé 1877), dále Jana Pištěka, Františka Laciny (jeho společnost hostovala v Ostravě s inscenacemi pro Národní divadlo v Brně), Františka Trnky a konečně Antoše Josefa Frýdy, která se v Ostravě usadila a v roce 1919 poskytla personální základ nově vytvořenému stálému českému divadlu. Ojedinělou událostí byla první premiéra české opery v Moravské Ostravě, jíž byla 17. srpna 1892 opera Osudná sázka Cyrila Metoděje Hrazdiry v podání Trnkovy společnosti.
Údaje o inscenacích Národního divadla moravskoslezského jsou obsaženy v soupise v publikaci 60 let Státního divadla v Ostravě a v databázích Divadelního ústavu v Praze a Ostravského divadelního archivu.
Jedná se o inscenace souboru ostravského divadla; vyloučena jsou proto představení hostujících souborů, naopak započítány jsou rovněž premiéry, které proběhly mimo pravidelná působiště – například na festivalech Smetanova Litomyšl nebo Janáčkovy Hukvaldy.
| Název opery | Skladatel                           | První uvedení      | Další nastudování | Poznámka                          |
| --- | ----------------------------------- | ------------------ | --- | --------------------------------- |
| Prodaná nevěsta | Bedřich Smetana                     | 16. srpna 1919     | 7. března 1924 3. září 1937 1. února 1941 8. září 1945 11. října 1946 18. února 1950 10. října 1959 21. září 1969 4. září 1971 13. června 1987 13. prosince 1997 11. října 2006 19. září 2010 15. prosince 2022 |                                   |
| Hubička | Bedřich Smetana                     | 17. srpna 1919     | 30. srpna 1930 18. října 1938 26. listopadu 1942 30. dubna 1944 27. března 1947 21. září 1952 17. března 1962 17. března 1974 26. února 2000 23. září 2021                                                      |                                   |
| Werther | Jules Massenet                      | 22. srpna 1919     | 14. října 1927 17. března 1946 18. listopadu 2010 |                                   |
| Maškarní ples (Un ballo in maschera) | Giuseppe Verdi                      | 11. září 1919      | 12. února 1927 10. května 1935 13. února 1941 25. ledna 1952 12. prosince 1970 2. dubna 1988 12. prosince 2019                                                                                                  |                                   |
| Lazebník sevillský (Il barbiere di Siviglia)                                                                                                 | Gioacchino Rossini                  | 24. září 1919      | 24. února 1928 12. února 1943 3. března 1949 4. října 1958 31. prosince 1967 18. června 1988 13. dubna 2002 15. června 2017                                                                                     |                                   |
| Postilion z Lonjumeau (Le Postillon de Lonjumeau)                                                                                            | Adolphe Adam                        | 15. října 1919     | 5. června 1931 |                                   |
| Její pastorkyňa | Leoš Janáček                        | 1. listopadu 1919  | 6. září 1929 8. června 1934 27. května 1940 25. června 1943 6. června 1948 22. května 1952 25. června 1958 30. září 1967 27. října 1973 1. října 1988 9. ledna 2004 9. ledna 2011                               |                                   |
| Čert a Káča | Antonín Dvořák                      | 8. listopadu 1919  | 8. června 1924 29. srpna 1928 14. února 1936 6. dubna 1940 4. června 1946 3. prosince 1950 25. března 1961 13. června 1973 26. února 1984 12. března 2003                                                       |                                   |
| Mikuláš Šubič Zrinský (Mikuláš Zrinský, Nikola Šubić Zrinjski)                                                                               | Ivan Zajc                           | 5. prosince 1919   | |                                   |
| Na Starém bělidle | Karel Kovařovic                     | 20. prosince 1919  | 7. května 1941 16. října 1971 |                                   |
| Poustevníkův zvonek (Les Dragons de Villars)                                                                                                 | Aimé Maillart                       | 30. ledna 1920     | |                                   |
| Starý ženich | Karel Bendl                         | 9. března 1920     | |                                   |
| Rusalka | Antonín Dvořák                      | 17. března 1920    | 27. října 1922 27. října 1929 7. září 1940 22. listopadu 1946 26. května 1950 3. dubna 1960 5. června 1965 1. února 1981 30. června 1989 8. října 1994 1. října 2005 17. října 2019                             |                                   |
| Bohéma (La bohème) | Giacomo Puccini                     | 24. března 1920    | 25. září 1925 11. března 1932 18. ledna 1935 29. dubna 1940 23. ledna 1949 23. srpna 1953 7. dubna 1962 2. října 1976 9. března 1996 13. října 2011                                                             |                                   |
| Šárka | Zdeněk Fibich                       | 29. dubna 1920     | 31. srpna 1934 8. října 1943 22. prosince 1950 9. prosince 1956 |                                   |
| Ekvinokce (Herbststurm) | František Neumann                   | 23. května 1920    | |                                   |
| Bludný Holanďan (Der fliegende Holländer) | Richard Wagner                      | 21. června 1920    | 1. dubna 1927 24. února 1933 27. února 1954 28. března 1976 10. října 1997 |                                   |
| Dalibor | Bedřich Smetana                     | 28. srpna 1920     | 20. října 1927 9. dubna 1941 19. září 1947 25. září 1951 28. srpna 1955 19. září 1964 4. května 1975 9. února 1984 12. března 1994 3. července 2009                                                             |                                   |
| Madoniny šperky (Šperk madonin, I gioelli della Madonna)                                                                                     | Ermanno Wolf-Ferrari                | 28. srpna 1920     | |                                   |
| Aida | Giuseppe Verdi                      | 30. září 1920      | 3. září 1926 31. října 1930 18. srpna 1942 20. listopadu 1952 22. prosince 1972 2. října 1999 |                                   |
| Čarostřelec | Carl Maria von Weber                | 8. října 1920      | 16. června 1937 17. března 1943 30. března 1958 10. března 1979 9. října 1993 |                                   |
| Děvče ze Západu (Dívka ze Zlatého západu, La fanciulla del West)                                                                             | Giacomo Puccini                     | 11. listopadu 1920 | |                                   |
| Lešetínský kovář | Karel Weis                          | 26. listopadu 1920 | |                                   |
| Piková dáma (Pikovaja dama) | Petr Iljič Čajkovskij               | 25. prosince 1920  | 8. března 1929 26. ledna 1939 4. dubna 1948 3. dubna 1955 29. listopadu 1975 15. června 1996 |                                   |
| Nevěsta messinská | Zdeněk Fibich                       | 21. ledna 1921     | 10. října 1930 11. ledna 1981 |                                   |
| Hoffmannovy povídky (Les Contes d'Hoffmann)                                                                                                  | Jacques Offenbach                   | 29. ledna 1921     | 27. dubna 1927 29. dubna 1932 17. října 1947 22. října 1955 30. května 1970 14. března 1992 |                                   |
| Němá z Portici (La Muette de Portici) | Daniel Auber                        | 2. února 1921      | 27. ledna 2001 |                                   |
| Jakobín | Antonín Dvořák                      | 3. března 1921     | 26. srpna 1932 17. srpna 1935 2. září 1938 27. dubna 1947 28. ledna 1951 21. března 1959 19. ledna 1974 17. prosince 1988 16. prosince 2006                                                                     |                                   |
| Píseň hor (Der Kuhreigen) | Wilhelm Kienzl                      | 18. března 1921    | |                                   |
| Hugenoti (Les Huguenots) | Giacomo Meyerbeer                   | 4. května 1921     | |                                   |
| Tosca | Giacomo Puccini                     | 19. května 1921    | 5. února 1926 14. listopadu 1934 8. ledna 1942 3. září 1950 27. února 1960 20. ledna 1979 16. května 1998 13. února 2021                                                                                        |                                   |
| Psohlavci | Karel Kovařovic                     | 4. června 1921     | 14. září 1928 17. dubna 1936 7. dubna 1946 5. prosince 1951 |                                   |
| Fra Diavolo | Daniel Auber                        | 21. srpna 1921     | 15. června 1928 18. listopadu 1938 |                                   |
| Carmen | Georges Bizet                       | 27. září 1921      | 27. června 1931 23. prosince 1938 1. července 1950 17. prosince 1955 11. června 1966 1. března 1978 18. února 1989 17. června 1995 27. února 2010                                                               |                                   |
| Car a tesař (Zar und Zimmermann) | Albert Lortzing                     | 14. října 1921     | 27. května 1932 21. prosince 1957 20. prosince 1986 |                                   |
| Samson a Dalila (Samson et Dalila) | Camille Saint-Saëns                 | 10. listopadu 1921 | 7. listopadu 1930 24. května 1986 |                                   |
| Dimitrij | Antonín Dvořák                      | 22. prosince 1921  | 26. dubna 1929 26. listopadu 1966 17. května 1997 |                                   |
| Madam Butterfly (Madama Butterfly) | Giacomo Puccini                     | 4. ledna 1922      | 7. ledna 1927 7. června 1935 22. ledna 1940 24. srpna 1944 23. října 1946 16. září 1961 29. června 1974 18. ledna 1992 4. října 2003                                                                            |                                   |
| Dvě vdovy | Bedřich Smetana                     | 1. února 1922      | 5. června 1930 24. března 1934 22. prosince 1939 14. dubna 1944 18. listopadu 1945 23. listopadu 1958 24. února 1973 15. ledna 1983 15. června 2002 9. června 2022                                              |                                   |
| Kdybych byl králem (Si j'étais roi) | Adolphe Adam                        | 19. února 1922     | 30. května 1933 |                                   |
| Othello (Otello) | Giuseppe Verdi                      | 23. března 1922    | 9. března 1934 29. února 1948 25. března 1967 22. května 1993 19. října 2017 |                                   |
| Pád Arkuna | Zdeněk Fibich                       | 27. dubna 1922     | 17. ledna 1936 |                                   |
| Rigoletto | Giuseppe Verdi                      | 25. května 1922    | 23. června 1927 14. října 1936 17. března 1939 13. října 1956 20. září 1975 9. února 1991 8. února 2003 |                                   |
| Halka | Stanisław Moniuszko                 | 10. června 1922    | 20. března 1953 |                                   |
| La traviata (Traviata) | Giuseppe Verdi                      | 14. září 1922      | 22. října 1935 6. května 1943 22. prosince 1946 23. února 1958 21. listopadu 1964 18. září 1977 19. prosince 1992 18. září 2004 30. listopadu 2010 3. května 2018                                               |                                   |
| Mignon | Ambroise Thomas                     | 30. září 1922      | 25. května 1985 |                                   |
| Tajemství | Bedřich Smetana                     | 19. října 1922     | 6. dubna 1924 15. dubna 1927 28. srpna 1931 20. června 1939 9. května 1942 27. dubna 1948 5. ledna 1957 1. září 1963 7. července 1979 27. dubna 2017                                                            |                                   |
| Židovka (La Juive) | Jacques Fromental Halévy            | 10. listopadu 1922 | 17. ledna 1930 16. listopadu 2002 |                                   |
| Evžen Oněgin (Jevgenij Oněgin) | Petr Iljič Čajkovskij               | 7. prosince 1922   | 12. listopadu 1926 11. září 1931 1. května 1937 21. prosince 1945 16. března 1951 13. června 1963 13. února 1972 12. října 1985 18. prosince 1993                                                               |                                   |
| Hedy | Zdeněk Fibich                       | 30. prosince 1922  | |                                   |
| Srdce Pikangovo | Gustav Roob                         | 1. února 1923      | |                                   |
| Komedianti (I Pagliacci) | Ruggero Leoncavallo                 | 1. února 1923      | 12. ledna 1926 23. září 1932 27. srpna 1936 23. září 1946 19. září 1959 9. dubna 1972 31. května 2008 |                                   |
| Faust (Faust a Markétka) | Charles Gounod                      | 22. února 1923     | 30. března 1926 6. listopadu 1936 28. února 1947 29. června 1957 24. ledna 1975 26. května 1990 27. září 2008                                                                                                   |                                   |
| Lohengrin | Richard Wagner                      | 22. března 1923    | 18. prosince 1931 20. ledna 1968 19. března 1983 7. března 2013 |                                   |
| Domácí cvrček (Das Heimchen am Herd) | Karl Goldmark                       | 19. dubna 1923     | 5. dubna 1935 |                                   |
| Popelka | Josef Richard Rozkošný              | 5. května 1923     | |                                   |
| Čertova stěna | Bedřich Smetana                     | 7. června 1923     | 13. dubna 1934 21. listopadu 1948 9. června 1956 25. září 1965 15. září 1981 13. ledna 1996 12. června 2014 |                                   |
| Marta aneb Trh v Richmondu (Martha oder Der Markt zu Richmond)                                                                               | Friedrich von Flotow                | 3. července 1923   | |                                   |
| Braniboři v Čechách | Bedřich Smetana                     | 1. září 1923       | 2. února 1934 19. září 1948 29. května 1955 8. března 1980 9. června 2016 |                                   |
| Manon | Jules Massenet                      | 14. září 1923      | 17. května 1969 28. dubna 2022 |                                   |
| Libuše | Bedřich Smetana                     | 27. října 1923     | 11. května 1946 25. dubna 1954 12. října 1968 26. května 1984 |                                   |
| Perníková chaloupka (Hänsel und Gretel) | Engelbert Humperdinck               | 7. prosince 1923   | 20. října 1939 |                                   |
| Káťa Kabanová | Leoš Janáček                        | 18. ledna 1924     | 7. prosince 1938 19. listopadu 1949 1. října 1960 4. dubna 1981 24. listopadu 2001 15. listopadu 2012 |                                   |
| Nížina (Tiefland) | Eugen d'Albert                      | 8. února 1924      | 23. ledna 1931 6. září 1941 27. listopadu 1976 |                                   |
| Kouzelná flétna (Die Zauberflöte) | Wolfgang Amadeus Mozart             | 24. března 1924    | 13. března 1936 11. června 1960 19. října 1991 20. prosince 2003 |                                   |
| Trubadúr (Il trovatore) | Giuseppe Verdi                      | 22. května 1924    | 18. listopadu 1932 23. listopadu 1963 20. března 1982 11. února 1995 |                                   |
| Don Pasquale | Gaetano Donizetti                   | 30. června 1924    | 13. dubna 1947 30. září 1972 8. dubna 1995 |                                   |
| Debora | Josef Bohuslav Foerster             | 3. října 1924      | |                                   |
| Tannhäuser | Richard Wagner                      | 21. listopadu 1924 | 22. prosince 1933 12. prosince 1943 3. června 1972 |                                   |
| Thaïs | Jules Massenet                      | 24. prosince 1924  | |                                   |
| V studni | Vilém Blodek                        | 9. ledna 1925      | 23. listopadu 1934 12. září 1939 29. října 1943 17. října 1945 26. června 1954 22. března 1986 6. září 1990 |                                   |
| Fidelio | Ludwig van Beethoven                | 14. února 1925     | 4. září 1936 28. dubna 1951 14. listopadu 1964 24. ledna 1971 6. října 1990 |                                   |
| Veselé paničky windsorské (Veselé ženy windsorské, Die lustigen Weiber von Windsor)                                                          | Otto Nicolai                        | 27. února 1925     | 4. března 1942 31. prosince 1979 |                                   |
| Námluvy Pelopovy | Zdeněk Fibich                       | 13. března 1925    | 12. října 1939 | melodram                          |
| Za štěstím | Miloš Čeleda                        | 3. dubna 1925      | |                                   |
| Louisa (Louise) | Gustave Charpentier                 | 15. května 1925    | 29. ledna 1932 |                                   |
| Eva | Josef Bohuslav Foerster             | 9. října 1925      | 4. března 1938 2. dubna 1944 19. dubna 1946 8. ledna 1950 8. dubna 1956 |                                   |
| Lásky div | František Suchý Pražský             | 3. listopadu 1925  | |                                   |
| Maréja | Jaroslav Vogel                      | 3. listopadu 1925  | |                                   |
| Evangelista (Der Evangeliman) | Wilhelm Kienzl                      | 4. prosince 1925   | |                                   |
| Sedlák kavalír (Cavalleria rusticana) | Pietro Mascagni                     | 12. ledna 1926     | 12. září 1930 27. srpna 1936 23. září 1946 9. dubna 1972 14. června 2003 |                                   |
| Smír Tantalův | Zdeněk Fibich                       | 22. ledna 1926     | 12. října 1940 | melodram                          |
| Figarova svatba (Le nozze di Figaro) | Wolfgang Amadeus Mozart             | 12. března 1926    | 16. února 1934 31. března 1950 24. listopadu 1962 29. prosince 1968 25. dubna 1977 3. října 1992 8. března 2009                                                                                                 |                                   |
| Šelma sedlák | Antonín Dvořák                      | 12. května 1926    | 28. dubna 1933 4. září 1942 26. září 1954 10. září 1981 |                                   |
| Romeo a Julie (Roméo et Juliette) | Charles Gounod                      | 19. června 1926    | 15. prosince 2011 |                                   |
| Zakletý princ | Vojtěch Hřímalý                     | 24. září 1926      | |                                   |
| Kejklíř u Matky Boží (Le Jongleur de Notre-Dame)                                                                                             | Jules Massenet                      | 15. října 1926     | |                                   |
| Královna ze Sáby (Die Königin von Saba) | Karl Goldmark                       | 18. prosince 1926  | |                                   |
| Bílá paní (La Dame blanche) | François Adrien Boieldieu           | 16. května 1927    | |                                   |
| Francesca z Rimini (Francesca da Rimini) | Riccardo Zandonai                   | 3. června 1927     | |                                   |
| Boris Godunov | Modest Petrovič Musorgskij          | 27. srpna 1927     | 22. května 1936 7. února 1959 6. listopadu 1982 |                                   |
| Andrea Chénier (André Chénier) | Umberto Giordano                    | 9. září 1927       | 18. června 2015 |                                   |
| Dráteník | František Škroup                    | 30. září 1927      | 21. ledna 1941 |                                   |
| Dědův odkaz | Vítězslav Novák                     | 23. prosince 1927  | |                                   |
| Síla osudu (La forza del destino) | Giuseppe Verdi                      | 20. ledna 1928     | 25. června 1969 |                                   |
| Džamilé (Djamileh) | Georges Bizet                       | 3. února 1928      | |                                   |
| Růžový kavalír (Der Rosenkavalier) | Richard Strauss                     | 4. května 1928     | 20. března 1940 10. června 1967 |                                   |
| Mistři pěvci norimberští (Die Meistersinger von Nürnberg)                                                                                    | Richard Wagner                      | 16. listopadu 1928 | 1. února 1964 |                                   |
| Bouře | Zdeněk Fibich                       | 14. prosince 1928  | 28. června 1947 1. prosince 2016 |                                   |
| Don Giovanni | Wolfgang Amadeus Mozart             | 1. února 1929      | 7. února 1942 8. května 1949 25. listopadu 1961 21. prosince 1984 29. října 2007 |                                   |
| Lékařem proti své vůli (Le Médecin malgré lui)                                                                                               | Charles Gounod                      | 22. února 1929     | |                                   |
| Zedník a zámečník (Le Maçon) | Daniel Auber                        | 17. května 1929    | |                                   |
| Lakmé | Léo Delibes                         | 14. června 1929    | |                                   |
| Manon Lescaut | Giacomo Puccini                     | 27. září 1929      | 6. prosince 1935 30. září 2006 |                                   |
| Jonny hraje dokola (Jonny spielt auf) | Ernst Křenek                        | 22. listopadu 1929 | |                                   |
| Parsifal | Richard Wagner                      | 13. prosince 1929  | |                                   |
| Nepřemožení | Josef Bohuslav Foerster             | 7. února 1930      | 27. listopadu 1939 |                                   |
| Švanda dudák | Jaromír Weinberger                  | 14. března 1930    | 10. června 1938 |                                   |
| Tvrdé palice | Antonín Dvořák                      | 11. dubna 1930     | 12. září 1939 29. října 1943 17. října 1945 |                                   |
| Zvíkovský rarášek | Vítězslav Novák                     | 11. dubna 1930     | 9. ledna 1948 |                                   |
| Prorok (Le Prophète) | Giacomo Meyerbeer                   | 16. května 1930    | |                                   |
| Gianni Schicchi | Giacomo Puccini                     | 12. září 1930      | 19. září 1959 13. prosince 2018 |                                   |
| Lucerna | Vítězslav Novák                     | 5. prosince 1930   | 3. prosince 1940 15. září 1951 |                                   |
| Salome | Richard Strauss                     | 27. února 1931     | 24. ledna 1965 |                                   |
| Turandot | Giacomo Puccini                     | 10. dubna 1931     | 17. prosince 1983 19. prosince 1987 7. dubna 2001 |                                   |
| Únos ze serailu (Die Entführung aus dem Serail)                                                                                              | Wolfgang Amadeus Mozart             | 8. května 1931     | 8. června 1943 21. ledna 1956 13. října 1973 15. února 1997 |                                   |
| Kunálovy oči | Otakar Ostrčil                      | 9. října 1931      | |                                   |
| Těžká váha (Schwergewicht) | Ernst Křenek                        | 13. listopadu 1931 | |                                   |
| Zuzančino tajemství (Il segreto di Susanna)                                                                                                  | Ermanno Wolf-Ferrari                | 13. listopadu 1931 | |                                   |
| Z mrtvého domu | Leoš Janáček                        | 12. února 1932     | 26. října 1974 6. dubna 1978 |                                   |
| Bílý pán aneb Těžko se dnes duchům straší | Jaroslav Křička                     | 21. října 1932     | 28. října 2021 |                                   |
| Così fan tutte | Wolfgang Amadeus Mozart             | 5. ledna 1933      | 13. června 1952 12. března 1966 6. června 1981 27. května 2006 |                                   |
| Mrtvé oči (Die toten Augen) | Eugen d'Albert                      | 13. ledna 1933     | |                                   |
| Polský žid (Der polnische Jude) | Karel Weis                          | 17. března 1933    | |                                   |
| Simon Boccanegra (Simone Boccanegra) | Giuseppe Verdi                      | 9. června 1933     | 2. března 1985 |                                   |
| Gioconda (La Gioconda) | Amilcare Ponchielli                 | 8. září 1933       | 5. října 1989 |                                   |
| Kníže Igor (Kňaz Igor) | Alexandr Porfirjevič Borodin        | 22. září 1933      | 20. listopadu 1965 7. března 1987 9. února 2002 |                                   |
| Falstaff | Giuseppe Verdi                      | 20. října 1933     | 16. února 1955 25. února 2006 20. března 2011 |                                   |
| Smrt kmotřička | Rudolf Karel                        | 24. listopadu 1933 | 13. ledna 1943 4. prosince 1954 |                                   |
| Honzovo království | Otakar Ostrčil                      | 19. října 1934     | |                                   |
| Malířský nápad | Otakar Zich                         | 23. listopadu 1934 | 26. června 1954 |                                   |
| Zlatý kohoutek (Zolotoj pětušok) | Nikolaj Andrejevič Rimskij-Korsakov | 21. prosince 1934  | |                                   |
| Siréna (Syrena) | Witold Maliszewski                  | 25. ledna 1935     | | opera-balet                       |
| Věc Makropulos | Leoš Janáček                        | 15. března 1935    | 13. června 1964 13. ledna 2012 |                                   |
| Střevíčky (Carevniny střevíčky, Čerevički)                                                                                                   | Petr Iljič Čajkovskij               | 6. září 1935       | 30. září 1961 |                                   |
| Mefistofeles (Mefistofele) | Arrigo Boito                        | 11. října 1935     | |                                   |
| Karlštejn | Vítězslav Novák                     | 15. listopadu 1935 | 23. listopadu 1968 |                                   |
| Italka v Alžíru (L'Italiana in Algeri) | Gioacchino Rossini                  | 30. června 1936    | 5. června 1971 20. února 1993 22. května 2010 |                                   |
| Alessandro Stradella | Friedrich von Flotow                | 9. října 1936      | |                                   |
| Příhody lišky Bystroušky | Leoš Janáček                        | 4. prosince 1936   | 21. listopadu 1941 2. října 1953 28. ledna 1967 13. října 1984 11. června 1994 |                                   |
| Hipolyta | Jaroslav Křička                     | 29. ledna 1937     | |                                   |
| Plamen (La fiamma) | Ottorino Respighi                   | 12. března 1937    | |                                   |
| Macbeth | Giuseppe Verdi                      | 23. dubna 1937     | 27. září 1986 18. prosince 2004 |                                   |
| Poupě | Otakar Ostrčil                      | 7. listopadu 1937  | |                                   |
| Preciézky | Otakar Zich                         | 7. listopadu 1937  | |                                   |
| Ženich z onoho světa (Ero s onoga svijeta)                                                                                                   | Jakov Gotovac                       | 1. prosince 1937   | 12. května 1957 |                                   |
| Doktor Johannes Faust | Hermann Reutter                     | 14. ledna 1938     | |                                   |
| Čtyři hrubiáni (I quatro rusteghi) | Ermanno Wolf-Ferrari                | 11. února 1938     | 27. března 1966 |                                   |
| Lovci perel (Les Pêcheurs de perles) | Georges Bizet                       | 8. dubna 1938      | |                                   |
| Král a uhlíř | Antonín Dvořák                      | 4. května 1938     | |                                   |
| Jovana | Jaroslav Vogel                      | 30. března 1939    | |                                   |
| Lazebník bagdádský (Der Barbier von Bagdad)                                                                                                  | Peter Cornelius                     | 16. května 1939    | |                                   |
| Soročinský jarmark (Soročinskaja jarmarka)                                                                                                   | Modest Petrovič Musorgskij          | 19. února 1940     | 21. prosince 1949 |                                   |
| Maryša | Emil František Burian               | 9. listopadu 1940  | 22. ledna 1966 |                                   |
| Armida | Antonín Dvořák                      | 29. května 1941    | 15. června 1991 3. května 2012 |                                   |
| Smrt Hippodamie | Zdeněk Fibich                       | 28. března 1942    | | melodram                          |
| Vodník | Boleslav Vomáčka                    | 8. května 1942     | |                                   |
| Valkýra (Die Walküre) | Richard Wagner                      | 29. října 1942     | |                                   |
| Popelka (Popelka Angelina, La Cenerentola)                                                                                                   | Gioacchino Rossini                  | 13. února 1944     | |                                   |
| Pelleas a Melisanda (Pelléas et Mélisande)                                                                                                   | Claude Debussy                      | 11. prosince 1947  | 14. února 1998 |                                   |
| Veselohra na mostě | Bohuslav Martinů                    | 9. ledna 1948      | 27. listopadu 1978 |                                   |
| Strašidelný dvůr (Straszny dwór) | Stanisław Moniuszko                 | 21. října 1948     | 30. listopadu 1970 |                                   |
| Naši furianti | Rudolf Kubín                        | 18. září 1949      | |                                   |
| Don Carlos | Giuseppe Verdi                      | 23. listopadu 1950 | 6. října 1962 7. června 1980 14. prosince 1996 |                                   |
| Mladá garda (Molodaja gvardija) | Julij Mejtus                        | 23. března 1952    | |                                   |
| Pozdvižení v Efesu | Iša Krejčí                          | 23. ledna 1953     | |                                   |
| Čarodějka | Petr Iljič Čajkovskij               | 4. června 1953     | |                                   |
| Zásnuby v klášteře (Obručenija v monastire)                                                                                                  | Sergej Prokofjev                    | 6. prosince 1953   | 19. listopadu 1967 |                                   |
| Viola | Bedřich Smetana                     | 10. června 1956    | 3. června 1984 |                                   |
| Krútňava | Eugen Suchoň                        | 17. února 1957     | |                                   |
| Děkabristé (Děkabristy) | Jurij Alexandrovič Šaporin          | 12. října 1957     | |                                   |
| Výlety páně Broučkovy (Výlety pana Broučka)                                                                                                  | Leoš Janáček                        | 28. června 1959    | 16. října 2014 |                                   |
| Zkrocení zlé ženy (Ukroščenije stroplivoj)                                                                                                   | Vissarion Jakovlevič Šebalin        | 5. prosince 1959   | |                                   |
| Kolotoč | Václav Trojan                       | 13. února 1960     | 5. dubna 2008 | dětská opera                      |
| Nápoj lásky (L'elisir d'amore) | Gaetano Donizetti                   | 19. listopadu 1960 | 21. prosince 1985 12. března 2005 |                                   |
| Sicilské nešpory (Les Vêpres siciliennes) | Giuseppe Verdi                      | 27. ledna 1961     | |                                   |
| Krakatit | Václav Kašlík                       | 20. května 1961    | |                                   |
| Když tančí růže | Karel Kupka                         | 3. února 1962      | |                                   |
| Manželské kontrapunkty | Jiří Pauer                          | 3. února 1962      | |                                   |
| Ariadna na Naxu (Ariadne auf Naxos) | Richard Strauss                     | 16. června 1962    | 26. ledna 2008 |                                   |
| Semjon Kotko | Sergej Prokofjev                    | 2. února 1963      | |                                   |
| Vilém Tell (Guglielmo Tell) | Gioacchino Rossini                  | 23. března 1963    | |                                   |
| Slavnost lampiónů (Lampiónová slávnosť) | Július Kowalski                     | 28. září 1963      | |                                   |
| Rita aneb Týraný manžel (Rita ou le Mari battu)                                                                                              | Gaetano Donizetti                   | 21. března 1964    | |                                   |
| Apokryfy | Ludvík Podéšť                       | 21. března 1964    | |                                   |
| Don Quichotte | Jules Massenet                      | 20. března 1965    | |                                   |
| Chytračka (Die Kluge) | Carl Orff                           | 24. září 1966      | |                                   |
| Španělská hodinka (L'Heure espagnole) | Maurice Ravel                       | 24. září 1966      | |                                   |
| Noční let (Volo di notte) | Luigi Dallapiccola                  | 31. března 1968    | |                                   |
| Nabucco | Giuseppe Verdi                      | 8. června 1968     | 15. dubna 1989 12. prosince 1998 2. května 2011 12. září 2020 |                                   |
| Řecké pašije (The Greek Passion) | Bohuslav Martinů                    | 1. února 1969      | 10. prosince 2005 |                                   |
| Sen noci svatojánské (A Midsummer Night's Dream)                                                                                             | Benjamin Britten                    | 20. prosince 1969  | |                                   |
| Ženitba (The Marriage) | Bohuslav Martinů                    | 27. března 1971    | |                                   |
| Lady Macbeth Mcenského újezdu (Katěrina Izmajlova, Ledy Makbět Mcenskogo ujezda)                                                             | Dmitrij Šostakovič                  | 17. prosince 1971  | 8. března 2018 |                                   |
| Příběh opravdového člověka (Pověsť o nastojaščem čelověke)                                                                                   | Sergej Prokofjev                    | 29. dubna 1973     | |                                   |
| Hiawatha | Jaroslav Vogel                      | 9. května 1974     | |                                   |
| Antigona 43 | Ljubomir Pipkov                     | 23. března 1975    | |                                   |
| Nesmělý Casanova (Nesmělý Kasanova) | Václav Felix                        | 31. ledna 1976     | |                                   |
| Dvakrát Alexandr (Alexandre bis) | Bohuslav Martinů                    | 31. ledna 1976     | |                                   |
| Labutí píseň | Jiří Pauer                          | 31. ledna 1976     | |                                   |
| Vojna a mír (Vojna i mir) | Sergej Prokofjev                    | 9. června 1976     | |                                   |
| Porgy a Bess (Porgy and Bess) | George Gershwin                     | 29. ledna 1977     | |                                   |
| Petr I. (Pjotr Pěrvyj) | Andrej Pavlovič Petrov              | 10. prosince 1977  | |                                   |
| Šárka | Leoš Janáček                        | 7. května 1978     | 23. září 2010 |                                   |
| Goya | Josef Boháč                         | 30. září 1978      | |                                   |
| Sněhurka (Sněguročka, Jarní pohádka) | Nikolaj Andrejevič Rimskij-Korsakov | 18. října 1980     | 27. března 2004 |                                   |
| Rienzi | Richard Wagner                      | 16. ledna 1982     | |                                   |
| Bratr Žak | Miloš Vacek                         | 12. června 1982    | |                                   |
| Turek v Itálii (Il Turco in Italia) | Gioacchino Rossini                  | 15. října 1983     | |                                   |
| Juraj Čup | Josef Ceremuga                      | 22. března 1986    | |                                   |
| Červená karkulka | Jiří Pauer                          | 22. března 1986    | |                                   |
| Ifigenie na Tauridě (Iphigénie en Tauride)                                                                                                   | Christoph Willibald Gluck           | 3. října 1987      | |                                   |
| Zlato Rýna (Das Rheingold) | Richard Wagner                      | 16. prosince 1989  | |                                   |
| Voják a tanečnice | Bohuslav Martinů                    | 10. března 1990    | |                                   |
| O komínku, hravě zedníky vystaveném (Opera bohemica de camino a caementariis luride aedificato, seu Pugna inter patrem familias et murarios) | Jan Karel Loos                      | 6. září 1990       | |                                   |
| Hlas lesa | Bohuslav Martinů                    | 6. září 1990       | |                                   |
| Poprask v opeře (Le convenienze ed inconvenienze teatrali)                                                                                   | Gaetano Donizetti                   | 16. března 1991    | |                                   |
| Veronika | Rafael Kubelík                      | 13. dubna 1994     | |                                   |
| Arabella | Richard Strauss                     | 16. května 1992    | |                                   |
| Broučci | Ladislav Matějka                    | 21. října 1995     | | dětská opera                      |
| Vampýr (Der Vampyr) | Heinrich Marschner                  | 19. října 1996     | |                                   |
| Jesličky svatého Františka | Pavel Helebrand                     | 20. prosince 1996  | 6. prosince 2015 | dětská opera                      |
| Eufrides před branami Tymén | Josef Berg                          | 28. června 1997    | |                                   |
| Midasovy oslí uši (Asses' Ears) | Hugo Cole                           | 24. června 1998    | | dětská opera                      |
| Provdaná nevěsta | Jindřich Souček                     | 28. června 1998    | |                                   |
| Mozart a Salieri (Mocart i Salieri) | Nikolaj Andrejevič Rimskij-Korsakov | 10. října 1998     | |                                   |
| Oberon | Carl Maria von Weber                | 13. března 1999    | |                                   |
| Xerxes (Serse) | Georg Friedrich Händel              | 29. května 1999    | |                                   |
| Ogaři | Jaroslav Křička                     | 20. června 1999    | | dětská opera                      |
| Bastien a Bastienka (Bastien und Bastienne)                                                                                                  | Wolfgang Amadeus Mozart             | 11. prosince 1999  | |                                   |
| Divadlo za bránou | Bohuslav Martinů                    | 3. června 2000     | |                                   |
| Paříž hraje prim | Emil František Burian               | 17. června 2000    | | hra se zpěvy a tanci              |
| Počátek románu | Leoš Janáček                        | 24. června 2000    | |                                   |
| Brundibár | Hans Krása                          | 15. května 2001    | | dětská opera                      |
| Johanka z Arku (Jana z Arku, Giovanna d'Arco)                                                                                                | Giuseppe Verdi                      | 9. června 2001     | |                                   |
| Služka paní (La serva padrona) | Giovanni Battista Pergolesi         | 17. června 2001    | |                                   |
| Čarodějnice z Babí hůry | Pavel Helebrand                     | 29. června 2002    | | dětský muzikál                    |
| Vojna | Emil František Burian               | 30. června 2002    | | dramatická montáž z lidové poezie |
| Erindo | Johann Sigismund Kusser             | 30. června 2002    | |                                   |
| Modrovousův hrad (A kékszakállú herceg vára)                                                                                                 | Béla Bartók                         | 14. června 2003    | |                                   |
| Zámečník (Le Serrurier) | Josef Kohout                        | 28. června 2003    | |                                   |
| Opera z pouti | Emil František Burian               | 8. září 2004       | |                                   |
| Etna | Matteo Musumeci                     | 3. června 2005     | |                                   |
| Olympiáda (L'Olimpiade) | Josef Mysliveček                    | 4. června 2005     | |                                   |
| Ngoa-É | Pavel Helebrand                     | 17. února 2007     | | dětská opera                      |
| Cyrano z Bergeracu (Cyrano de Bergerac) | Franco Alfano                       | 21. dubna 2007     | |                                   |
| Potulný rytíř (Il cavaliero errante) | Tommaso Traetta                     | 1. května 2008     | |                                   |
| Vlčice (La lupa) | Marco Tutino                        | 31. května 2008    | |                                   |
| Vlaštovka (La rondine) | Giacomo Puccini                     | 20. prosince 2008  | |                                   |
| Dech dobrých víl (Il soffio delle fate) | Filippo Zigante                     | 16. května 2009    | |                                   |
| Vita | Marco Tutino                        | 10. října 2009     | |                                   |
| Princezna na hrášku | Leon Juřica                         | 24. června 2010    | | dětská opera                      |
| Ariadna (Ariadne) | Bohuslav Martinů                    | 23. září 2010      | |                                   |
| Fedora | Umberto Giordano                    | 14. dubna 2011     | |                                   |
| Cardillac | Paul Hindemith                      | 23. června 2011    | |                                   |
| Perníková chaloupka | Juraj Čiernik                       | 24. června 2011    | | dětská opera                      |
| Hrajeme operu! Kominíček (Let's Play an Opera! The Little Sweep)                                                                             | Benjamin Britten                    | 18. října 2011     | | dětská opera                      |
| Život prostopášníka (The Rake's Progress) | Igor Stravinskij                    | 1. března 2012     | |                                   |
| La Wally | Alfredo Catalani                    | 20. září 2012      | |                                   |
| Jezulátko | Pavel Helebrand                     | 16. prosince 2012  | 15. prosince 2019 | dětská opera                      |
| Anna Bolena | Gaetano Donizetti                   | 6. června 2013     | |                                   |
| Ernani | Giuseppe Verdi                      | 10. října 2013     | |                                   |
| Mirandolina | Bohuslav Martinů                    | 5. prosince 2013   | |                                   |
| Jenovéfa (Genoveva) | Robert Schumann                     | 27. února 2014     | |                                   |
| Dekameron | Pavel Helebrand                     | 11. května 2014    | |                                   |
| Sezname, otevři se! | Martin Smolka                       | 26. června 2014    | |                                   |
| Marie Stuartovna (Maria Stuarda) | Gaetano Donizetti                   | 18. prosince 2014  | |                                   |
| Ohnivý anděl (Ogněnnyj angel) | Sergej Prokofjev                    | 26. února 2015     | |                                   |
| Filoktétés | Jan Klusák                          | 14. května 2015    | |                                   |
| Master-Pieces | Petr Kotík                          | 28. srpna 2015     | |                                   |
| Afterword | George Lewis                        | 28. srpna 2015     | |                                   |
| Tři přání aneb Vrtkavosti života (Les Trois Souhaits ou les Vicissitudes de la vie)                                                          | Bohuslav Martinů                    | 15. října 2015     | |                                   |
| Robert Devereux (Roberto Devereux) | Gaetano Donizetti                   | 10. prosince 2015  | |                                   |
| Hamlet | Ambroise Thomas                     | 3. března 2016     | |                                   |
| L2: Brána života! | Ondřej Smeykal, Mario Buzzi         | 21. dubna 2016     | |                                   |
| La clemenza di Tito | Wolfgang Amadeus Mozart             | 6. října 2016      | |                                   |
| O pejskovi a kočičce | Pavel Helebrand                     | 6. prosince 2016   | | dětská opera                      |
| Zneuctění Lukrécie (The Rape of Lucretia) | Benjamin Britten                    | 16. února 2017     | |                                   |
| Zob, zob, zoban! | Eduard Schiffauer                   | 24. září 2017      | | dětská opera                      |
| Ifigenie v Aulidě (Iphigénie en Aulide) | Christoph Willibald Gluck           | 14. prosince 2017  | |                                   |
| Osud | Leoš Janáček                        | 18. října 2018     | |                                   |
| Plášť (Il tabarro) | Giacomo Puccini                     | 13. prosince 2018  | |                                   |
| Sestra Angelika (Suor Angelica) | Giacomo Puccini                     | 13. prosince 2018  | |                                   |
| Čtyřnotová opera (The Four-Note Opera) | Tom Johnson                         | 14. února 2019     | |                                   |
| Julietta aneb Snář (Juliette ou le Clé de songes)                                                                                            | Bohuslav Martinů                    | 11. dubna 2019     | |                                   |
| Robert ďábel (Robert le Diable) | Giacomo Meyerbeer                   | 13. června 2019    | |                                   |
| Škola žárlivých (La scuola de'gelosi) | Antonio Salieri                     | 20. února 2020     | |                                   |
| Svatba (Svadba) | Ana Sokolovićová                    | 28. srpna 2020     | |                                   |
| Dítě a kouzla (L'Enfant et les sortilèges)                                                                                                   | Maurice Ravel                       | 10. února 2022     | |                                   |
| Zásnuby ve snu (Verlobung im Traum) | Hans Krása                          | 17. února 2022     | |                                   |